# Azerbejdżan Wschodni
Azerbejdżan Wschodni (pers. ‏استان آذربایجان شرقی‎, azer.  شرقی آذربایجان اوستانی) – ostan w północno-zachodnim Iranie. Stolicą jest Tabriz.

## Geografia
Azerbejdżan Wschodni położony jest w północno-zachodnim Iranie w obrębie trzeciego regionu administracyjnego. Od wschodu graniczy z Ardabilem, od południowego wschodu z Zandżanem, od południowego zachodu i zachodu z Azerbejdżanem Zachodnim, a od północy z armeńskim Sjunikiem oraz Azerbejdżanem, w tym Nachiczewańską Republiką Autonomiczną. Zajmuje powierzchnię 45 650,5 km². Część zachodniej granicy ostanu stanowi brzeg jeziora Urmia, będący najniżej położonym miejscem w Azerbejdżanie Wschodnim (wysokość 1220 m n.p.m.). Najwyższym szczytem ostanu jest Kuh-e Sahand o wysokości 3772 m n.p.m.
Klimat Azerbejdżanu Wschodniego jest suchy i chłodny, przy czym rejony górskie są bardzo zimne, a te nisko położone mają aurę umiarkowaną. Średnia najniższa roczna temperatura dla ostanu wynosi -1 °C, natomiast średnia temperatura stolicy wynosi 8,9 °C.
Do większych miejscowości położonych na terenie tego ostanu należą: stołeczny Tabriz, Maraghe, Marand, Ahar, Mijane, Sarab, Warzaghan, Azarszahr, Bonab, Malekan, Kalejbar, Adżabszir, Hasztrud, Szarafchane, Szabestar, Heris i Hadiszahr.
Wsie: Aghmijun.

## Demografia
Według danych z 1991 roku Azerbejdżan Wschodni liczył blisko 3 278 000 mieszkańców, z których 55,1% zamieszkiwało miasta, a pozostałe 44,9% stanowili wieśniacy i ludy wędrowne. Według spisu ludności z 2006 roku mieszkańców było 3 603 456. Spis ludności z 2011 roku podaje 3 724 620 mieszkańców, co stanowiło 4,96% populacji Iranu. Wśród tych osób 1 882 031 stanowili mężczyźni, a 1 842 589 kobiety. 70,7% stanowiła ludność w wieku 15-64 lat, 22,2% w wieku do lat 14, a 7,1% w wieku lat 65 i starsi.